# Triumfetta kochii
Triumfetta kochii är en malvaväxtart som beskrevs av Paul Arnold Fryxell. Triumfetta kochii ingår i släktet triumfettor, och familjen malvaväxter. Inga underarter finns listade i Catalogue of Life.